# Johann Georg Siegesbeck
Johann Georg Siegesbeck (Magdeburgo, 22 marzo 1686 – San Pietroburgo, 3 gennaio 1755) è stato un botanico e medico tedesco.
Fu professore di Botanica presso l'Accademia russa delle scienze e Direttore del giardino di medicina di Pietroburgo, del quale pubblicò il catalogo nel 1736 con il titolo Primitiae Florae Petropalitane 
Fu accanito avversatore della classificazione linneana delle piante basata sulla morfologia degli organi riproduttivi.

## Pubblicazioni
- Dissertationem inauguralem medico botanicam de rorella. Wittenberg 1716
- Schediasma philosophico-astronomicum de vero systemate cosmico ad hunc diem nondum perspecto ac cognito; quo non solum hypothesium tam Ptolemaicae, quam Tychonicae, sed et praecipue Copernicanae ... immo mathematica evolutione, fallere nescia, clare evincitur ac demonstratur. Operis Majoris prodromus. Helmstedt 1732
- Chronologiae verioris specimen, quo aequinoctium vernum... Helmstedt 1735
- Propempticum medico-botanicum de Maianthemo lilium convallium officinis vulgo nuncupato, quo lectiones ac demonstrationes botanicas per aestatem anni MDCCXXXVI. horis pomeridianis tam in horto medico Petriburgensi quam in locis campestribus suscipiendas botanophilis significare eosque ad has ipsas officiose invitare voluit Io. Georgius Siegesbeck, m. d. et p. t. horti eiusdem praefectus. Sankt Petersburg 1736
- Primitiae florae Petropolitanae sive catalogus plantarum tam indigenarum quam exoticarum, quibus instructus fuit hortus medicus Petriburgensis per annum MDCCXXXVI. Riga 1736
- Botanosophiae verioris breuis sciagraphia in vsum discentiumadornata : accedit ob argumenti analogiam, epicrisis in clar. Linnaei nuperrime euulgatum systema plantarum sexuale, et huic superstructam methodum botanicam. Sankt Petersburg 1737
- Vaniloquentiae botanicae specimen, a M. Jo. Gottlieb Gleditsch in consideratione Epicriseos Siegesbeckianae in scripta botanica Linnaei, pro rite obtinendo sexualistae titulo, nuper evulgatum, jure vero retorsionis refutatum et elusum. Sankt Petersburg 1741

## Onorificenze
In suo onore, Linneo diede il nome Sigesbeckia ad un genere di piante della famiglia delle Asteraceae.